# Gitana ellisi
Gitana ellisi är en kräftdjursart som beskrevs av P. M. Hoover och Edward Lloyd Bousfield 200. Gitana ellisi ingår i släktet Gitana och familjen Amphilochidae. Inga underarter finns listade i Catalogue of Life.